# Raya Garbousova
Raya Garbousova, född 1906, död 28 januari 1997, var en rysk-amerikansk violoncellist.
Raya Garbousova utexaminerades från statskonservatoriet i Tbilisi 1923. Efter debut i Moskva samma år och fortsatta studier för Hugo Becker i Berlin turnerade hon runt om i Europa och besökte bland annat Sverige 1938. Under en följd av år var Garbousova bosatt i Paris. Hon uppträdde första gången i USA 1934 och kom sedan att uppträda regelbundet där.